# Salix ballii
Salix ballii är en videväxtart som beskrevs av Robert D. Dorn. Salix ballii ingår i släktet viden, och familjen videväxter. Inga underarter finns listade i Catalogue of Life.